# Saurida tumbil
Anoli tumbil
Espèce
Statut de conservation UICN

LC02 mars 2015 : Préoccupation mineure
Saurida tumbil, l’Anoli tumbil, est une espèce de poissons-lézards de la famille des Synodontidae.

## Distribution
Ce taxon se rencontre en Arabie saoudite, au Bahreïn, à Djibouti, en Égypte, aux Émirats arabes unis, en Érythrée, en Inde, en Irak, en Iran, en Israël, en Jordanie, au Koweït, à Oman, au Pakistan, au Qatar, en Somalie, Soudan, au Sri Lanka et au Yémen.
Saurida tumbil se retrouve à des profondeurs variant généralement de 20 à 60 m, bien que l'espèce puisse être retrouvée jusqu'à 700 m.

## Description
Saurida tumbil peut mesurer jusqu'à 60 cm, bien que sa taille soit généralement comprise entre 19 et 35 cm.
Les membres de cette espèce peuvent vivre jusqu'à 7 ans à l'état sauvage.
C'est un poisson prédateur, qui chasse en enfouissant son corps dans les sédiments.

## Comportement

### Prédateurs
Saurida tumbil est la proie de poissons plus gros que lui, de la famille des Sciaenidae comme Pennahia argentata. Les juvéniles et les alevins sont souvent victimes de cannibalisme de la part des individus adultes.

### Proies
Saurida tumbil se nourrit de poissons osseux de la famille des Leiognathidae, comme Gazza minuta, Leiognathus bindus ou Leiognathus daura, ainsi que des Anchois et des sardinelles.
Son régime alimentaire comprend également des jeunes crustacés, comme la Crevette mouchetée, ou la Crevette géante tigrée, ainsi que des œufs ou des jeunes calmars.

### Parasites
Les spécimens adultes sont victimes de nombreux endoparasites, comme des digènes du genre Lecithochirium, des nématodes comme Philometra tricornuta, des cestodes comme Penetrocephalus ganapattii et des trématodes.
L'espèce peut également être l'hôte de plusieurs ectoparasites copépodes comme Taeniacanthus longicervis, Irodes longicaudus et Lernanthropinus temminckii.

## Systématique
Le nom valide complet (avec auteur) de ce taxon est Saurida tumbil (Bloch, 1795).
L'espèce a été initialement classée dans le genre Salmo sous le protonyme Salmo tumbil Bloch, 1795.
Ce taxon porte en français le nom vernaculaire ou normalisé suivant : Anoli tumbil,.
Saurida tumbil a pour synonymes :
- Salmo tumbil Bloch, 1795
- Saurida argyrophanes (Richardson, 1846)
- Saurida australis Castelnau, 1879
- Saurida ferox Ramsay, 1883
- Saurida truculenta Macleay, 1881
- Saurus argyrophanes Richardson, 1846
- Saurus badi Cuvier, 1829
- Saurus badimottah Rüppell, 1837

## Publication originale
- Marcus Élieser Bloch, C. F. Gursch, Krüger, Pat. Plumier, Printz Moritz, L. Schmidt, D. Marcus Elieser Bloch's, ausübenden Arztes zu Berlin ... Naturgeschichte der ausländischen Fische .. (ouvrage), 1786.